# Ambrozovics Béla
Ambrozovics Béla (Zombor, 1835. január 20. – Budapest, 1905. március 9.) mérnök, miniszteri tanácsos, a III. osztályú vaskoronarend tulajdonosa és a belga Lipótrend középkeresztese.

## Életpályája
Apja, Amborozovics Nepomuk János okleveles mérnök, ügyvéd, Zombor város tanácsosa és egy ízben követe volt a pozsonyi országgyűlésen. Ambrozovics Béla gimnáziumi tanulmányait Kalocsán, Baján és Budán, a bölcseletit a pesti egyetemen végezve, a műegyetemet járta Pesten (1851/2-től), Bécsben és Karlsruheban. Még tanulmányainak befejezése előtt segédkezett a Strasbourg-Kiel közötti vasúti híd tervezésénél. 1857 őszén a Ferencz József-vasút igazgatóságánál nyert alkalmazást Stájerországban; innen a Déli Vasúthoz Nagykanizsára és 1864-ben mint osztálymérnököt Budára helyezték át. 1867-ben államszolgálatba lépett, a közmunka és közlekedési minisztériumnál vasúti felügyelő, 1871-ben osztálytanácsos, majd pedig báró Kemény Gábor alatt miniszteri tanácsos és a vasúti főfelügyelőség főnöke lett. 1885-ben a Brüsszelben tartott első nemzetközi vasúti kongresszuson, mint a magyar kormány kiküldöttje, a kongresszus egyik szakosztályának elnöke és állandó bizottságának tagja volt. Beutazván Német-, Francia-, Olaszország, Angliát, Belgiumot és Svájcot, 1863-ban Amerikába ment első nejéért, Meszlényi Gizelláért (Meszlényi Rudolf és Kossuth Zsuzsanna idősebbik leányáért). Miután neje 1865 őszén elhunyt, 1876. szeptember 9-én Itáliában annak testvérét, Ilonát vette nőül, aki szintén írt az amerikai lapokba, bár viszonylag ritkán. Ismertette a Földrajzi Közleményekben az Egyesült Államok nemzeti parkjait.
A magyar mérnök- és építészegyletnek 1867-es megalakulásától kezdve választmányi tagja volt. 1872 és 1878 között titkára, 1885-88-ban alelnöke volt. A társulat közlönyét pedig 1869-től 1878-ig szerkesztette.
Közleményei kizárólag a Magyar Mérnök- és Építészegylet Közlönyében jelentek meg, melyeknek egy része német, francia és olasz nyelvre lefordíttatott. Írásai New York-i szakfolyóiratokban is megjelentek. A Közlekedés szakfolyóirat (1889) is közölte a vasúti kongresszuson tartott előadásait. Költészettel is foglalkozott, habár már későn és többnyire alkalmi verseket írt, amelyek az egylet kiadványaiban és a Vasárnapi Ujságban (1882) jelentek meg.
Ambrozovics Béla első házasságából származott fia Ambrozovics Dezső jogtudós és hírlapíró.

## Emlékezete
Díszes síremléke a zombori temetőben található.

## Munkái
- Czélszerű volna-e a magyar államvasutakat bérbe adni, vagy azok kezelését magán vállalkozókra bízni? Pest, 1871. (Külön nyomat a M. Mérnök- és Építészegylet Közlönyéből.)
- Felköszöntő Schwarczel Sándor egyleti titkárra. Bpest, 1880. (Hosszabb költemény. Külön nyomat u. onnan.)
- Ybl Miklósra 1882. decz. 5. Bpest (Költemény. Külön nyomat a Vasárnapi Ujságból.)
- De l'utilité des chemins de fer. Bruxelles, 1888.
- Vantaggio economico delle strade ferrate e calcolo del medesimo. Milano, 1888.
- Exposé de la question des primes au personnel. Art. XX. du questionnaire de la troisième session du congrès. Paris, 1889. (Congres International des Chemins de Fer. III-me Session No 51.)
- A vasutakból eredő közgazdasági haszon és kiszámítása. (Bp., 1887);
- A magyar vasúti zónadíjszabás és elmélete. (Bp., 1893; franciául: Bruxelles, 1888; olaszul: Milan, 1895; németül: Teschen, 1898);
- Az ár és a fogyasztás, illetőleg termelés közötti viszony. (Bp., 1895; németül: Teschen, 1898);
- A tudomány érdekében. (Bp., 1896);
- A technikus kérdéshez. (Bp., 1896);
- Országok gazdasági erejének összeméréséről. (Bp., 1897; németül: Wien, 1898);
- A vasúti alkalmazottak jutalmazása. (Bp., 1899);
- A művészi ízlés fejlesztéséről. (Bp., 1902);
- A fogyasztó haszonról. (Bp., 1902);
- Vasútforgalmi együtthatók. (Bp., 1902).